# Les Maisons dans les arbres
Les Maisons dans les arbres est un tableau réalisé par Fernand Léger en 1914. Cette huile sur toile cubiste représente un paysage constitué de maisons entre des arbres. Un temps la propriété de Raoul Albert La Roche, elle est aujourd'hui conservée au Kunstmuseum, à Bâle, en Suisse.

## Expositions
- Le Cubisme, Centre national d'art et de culture Georges-Pompidou, Paris, 2018-2019.